# Till Lindemann

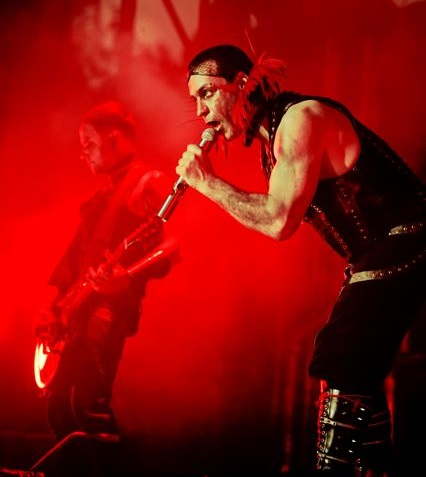
Till Lindemann under en Rammsteinkonsert (2010).

Till Lindemann, född 4 januari 1963 i Leipzig (i dåvarande Östtyskland), är en tysk sångare och frontfigur i det tyska industrial metal-bandet Rammstein. Han skriver de flesta av bandets texter. Han är även känd som poet och har skrivit flera böcker. Lindemann började som trummis i punkbandet First Arsch.
Lindemanns far, Werner Lindemann (död 1992), var poet och hans mor, Brigitte "Gitta" Lindemann, artist och författare. Lindemann har även varit duktig landslagssimmare i Östtyskland, men tvingades att sluta på grund av muskelproblem i magen.[källa behövs]
Lindemann trakterar trummor, gitarr, munspel och bas. Han har även spelat keyboard i ett liveframträdande av låten "Los".
Lindemann utbildade sig till pyrotekniker efter en olyckshändelse på Treptowarenan i Berlin den 27 september 1996. En brinnande bjälke föll mot publiken, men som tur var skadades ingen. Rammstein började arbeta med ett professionellt pyrotekniskt team och Lindemann har lärt sig från dem och också tränat med dem. Varje bandmedlem är medveten om all pyroteknik de använder på scen. Under vintern 2008-09 utbildades Till Lindemanns bror, Sven-Heinrich, till ljudtekniker och ingår nu i Rammsteins ljudtekniska team.
Lindemann har varit med i följande filmer:
- Amundsen, der Pinguin – där spelar han en tjuv som försöker stjäla en pingvin som vet stället där skatten är.
- Vinzent – där han spelar en djurrättsaktivist.
- xXx – han spelar sig själv med resten av Rammstein.